# Coll de Tancalaporta (Gisclareny)
El Coll de Tancalaporta és una collada de 2.343,7 metres situada a l'extrem oriental de la Serra del Cadí, al nord del Puig Terrers. És el pas natural entre la vall del Bastareny, al sud-est, i la del Ridolaina, al nord.
Al coll és partió dels termes municipals de Gisclareny, al Berguedà, i el de Bellver de Cerdanya.
Hi passa el GR-150-1 que ressegueix tota la carena del Cadí-Moixeró des del Coll de Pal (Bagà), a l'est, fins a la Canal de Migdia, a l'oest, on baixa al Coll de Jovell (Josa).